# آرغرية إسفينية
الآرغرية الإسفينية (الاسم العلمي: Argyreia cuneata) هي شُجيرة متسلقة مُعمرة تستوطن شبه القارة الهندية، وهي قريبة من الآرغرية العصبية (الاسم العلمي: Argyreia nervosa).

## الوصف
هي شُجيرة متسلقة معمرة، يصل طولها إلى 150-200 سم. وسيقانها مغطاة بشعيرات بيضاء ذات ملمس ناعم. وتكون أوراقها بطول حوالي 6 سم، وعرضها 2.5 سم. وقاعدتها ذات شكل إسفين. وتكون الزهور ذات لون أرجواني يصل طولها حوالي 5 سم. وبذورها بنية اللون يبلغ طولها حوالي 1 سم، وهي بيضاوية الشكل.

## الاستخدامات الطبية
تُستخدم أوراق الشجرة تقليدياً لعلاج أمراض السكري.